# Patmos (Arkansas)
Patmos is een plaats (town) in de Amerikaanse staat Arkansas, en valt bestuurlijk gezien onder Hempstead County. De plaats is vernoemd naar het Griekse eiland Patmos.

## Demografie
Bij de volkstelling in 2000 werd het aantal inwoners vastgesteld op 61.
In 2006 is het aantal inwoners door het United States Census Bureau geschat op eveneens 61.

## Geografie
Volgens het United States Census Bureau beslaat de plaats een oppervlakte van
0,3 km², geheel bestaande uit land. Patmos ligt op ongeveer 99 m boven zeeniveau.

## Plaatsen in de nabije omgeving
De onderstaande figuur toont nabijgelegen plaatsen in een straal van 24 km rond Patmos.